# الآراء السياسية الخاصة بالأساتذة الجامعيين الأمريكيين
بدأت الآراء السياسية الخاصة بالأساتذة الجامعيين الأمريكيين تحظى باهتمام هام في فترة الثلاثينيات، إذ سرعان ما توسّع التحقيق في الآراء السياسية لأعضاء هيئات التدريس في مختلف الجامعات الأمريكية بعد نشوء المكارثية. وقد وجدت الدراسات الاستقصائية الديموغرافية، والتي بدأت في الخمسينيات وما زالت مستمرة حتى الوقت الحاضر، أن عدد الليبراليين يفوق عدد المحافظين، خاصة بين أولئك الذين يعملون في مجالات العلوم الإنسانية والاجتماعية. يختلف الباحثون والنقاد حول منهجية الاستقصاء هذه وتأويلات نتائجها.

## التاريخ

### قبل وما بعد الحرب العالمية الثانية
قام كل من كارول سميث وستيفن ليبرشتاين بتوثيق التحقيقات في الآراء السياسية للأساتذة في جامعة نيويورك (سي سي إن واي) خلال فترة الثلاثينيات والأربعينيات. نظرًا للأساليب المتبعة في جلسات الاستماع الخاصة ومطالبة المتهمين بالإفصاح عن أسماء زملائهم الآخرين وإنكار حقوقهم في التمثيل القانوني، يصف سميث هذه التحقيقات بأنها «بروفة مكارثية». يصف سميث أيضًا حالة الأستاذ ماكس يرغان، الذي يُعدّ أول أستاذ أمريكي من أصل أفريقي يحصل على وظيفة داخل كلية المجتمع المدني، بعد تقديم الشكوى ضده بسبب إفصاحه عن آراءه اليبرالية والتقدمية في محاضراته عن تاريخ وثقافة الزنوج، ما أدّى إلى خسارته لهذه الوظيفة عام 1936. في عام 1938، أنشأ مجلس النواب الأمريكي لجنة الأنشطة غير الأمريكية التابعة لمجلس النواب؛ تمثلت إحدى الإجراءات الأولى للجنة في محاولة لفتح تحقيق يتمحور حول الآراء السياسية لأعضاء هيئات التدريس في مختلف الكليات والجامعات العامة في نيويورك.
في عام 1940، حُرم برتراند راسل من عمله كأستاذ فلسفة في كلية العلوم الاجتماعية الوطنية بسبب معتقداته وآرائه السياسية. وفي العام ذاته، أنشأت الهيئة التشريعية لولاية نيويورك «لجنة راب-كويرت» التي عَقَدَت جلسات الاستماع في 1940-1941 ومن خلالها استُجوب أعضاء هيئة التدريس المُتهمين بتبني المعتقدات والمبادئ السياسية الشيوعية. استقال أو حُرِمَ أكثر من 50 عضو من أعضاء هيئة التدريس والموظفين في جامعة نيويورك بعد جلسات الاستماع تلك. زُجَّ بعض الأستاذة مثل، موريس شابس، لفترة عام كامل في السجن بتهمة الحنث باليمين وذلك لرفضه الإفصاح عن أسماء زملائه المشتبه بانتمائهم للحزب الشيوعي. يعتقد سميث أن التحقيقات تلك تسببت في عملية تطهير سياسي واسعة النطاق داخل حرم جامعي واحد في تاريخ الولايات المتحدة.
في عام 1942، بدأ مكتب التحقيقات الفيدرالي (إف بي آي) في إجراء تحقيق حول الآراء السياسية الخاصة بعالم الاجتماع الأمريكي ذو الأصل الأفريقي، دو بويز، الذي كان مدرّسًا في جامعة أتلانتا. تركز التحقيق حول سيرة دو بويز الذاتية التي نُشرت عام 1940 تحت عنوان «داسك أوف داون». على الرغم من إيقاف التحقيق، إلا أن جامعة أتلانتا أقالت دو بويز عام 1943. ولكن الضجة الجماهيرية التي حدثت وسط الجامعة إزاء إقالته، أدّت لاضطرار إدارة الجامعة لإعادته، ولكنه تقاعد عام 1944. في عام 1949، استدعت لجنة الأنشطة غير الأمريكية التابعة لمجلس النواب، أعضاء هيئة التدريس من جامعة واشنطن، ونهايةً طُرِدَ ثلاثة منهم.
تصاعد القلق العام حول الآراء السياسية الخاصة بأساتذة الجامعات بعد انتهاء الحرب العالمية الثانية في عام 1945. ومن بين علماء الاجتماع الذين حقق معهم مكتب التحقيقات الفيدرالي بسبب معتقداتهم السياسية خلال هذه الفترة كان: إرنست بورغس، ويليام فيلدينغ أوغبورن، روبرت ستوتن ليند، هيلين ليند، إي. فرانكلين فريزر، بيتيريم سوروكين، تالكوت بارسونز، هربرت بلامر، صموئيل ستوفر، رايت ميلز، وإدوين سذرلاند.

### المكارثية ويمين الولاء
على الرغم من أن إجراء التحقيق مع جميع الموظفين الحكوميين كان غالبًا بسبب تعاطفهم الشيوعي المزعوم خلال فترة «الخوف الأحمر الثاني» خلال فترة الخمسينيات، إلا أنه تم اتهام العديد من أعضاء هيئة التدريس في الجامعة أيضًا. في دراستهم لعام 1955 التي شملت 2451 عالمًا اجتماعيًا قاموا بالتدريس في مختلف الكليات والجامعات الأمريكية، أشار كل من لازارسفيلد وتيلينس إلى أن فترة 1945-1955 قد تميزت بشكل خاص بالاشتباه والهجوم على الجامعات بسبب الآراء السياسية لأعضاء هيئة التدريس داخل كل منها. اعتمد هؤلاء الكُتّاب تسمية هذه الفترة باسم «السنوات العصيبة».
في عام 1950، بدأ مجلس الحكام في جامعة كاليفورنيا وإدارته بمطالبة أعضاء هيئة التدريس بالتوقيع على يمين الولاء السياسي المؤلف من جزأين: الأول هو إعلان أعضاء هيئة التدريس عدم انتمائهم للحزب الشيوعي وعدم إيمانهم بمبادئه ومعتقداته؛ بينما يتمثل الجزء الآخر في أداء يمين الولاء لولاية كاليفورنيا ودستور الولايات المتحدة وفقًا لقانون الرفع. في أوائل شهر مارس عام 1950، رفضت هيئة التدريس، والتي بلغ عددهم 900 عضو، التوقيع على يمين الولاء رغم تهديدات الحكام بالفصل والإقالة. وإثر ذلك، حُلّت الكلية التي رفضت التوقيع على يمين الولاء، على الرغم من أن معظم حالات الفصل قد ألغيت في وقت لاحق من قِبَل محكمة ولاية كاليفورنيا. في عام 1951، بدأ أعضاء الفيلق الأمريكي باتهام أعضاء هيئة التدريس في الجامعة بأنهم شيوعيون. وردّت إدارة الجامعة على هذه الاتهامات بحظر المجموعات الطلابية اليسارية والمتحدثين الشيوعيين. تحققت لجنة جوزيف مكارثي في مجلس الشيوخ من 18 عضو من هيئة التدريس في كلية سارة لورانس، واقتضى ذلك بتعرض بعضهم للضغط لتقديم الاستقالة.
وفقًا للمؤرخة إيلين شراكر، «من الواضح جدًا وجود قائمة سوداء تحوي أسماء بعض الأساتذة خلال عهد مكارثي». إذ حُلّ ما يقدر بنحو 100 عضو من أعضاء هيئة التدريس من مختلف الجامعات خلال عهد مكارثي بسبب الشكوك حول معتقداتهم وآرائهم السياسية. في عام 1970، أرسل مدير مكتب التحقيقات الفيدرالي جي. إدغار هوفر خطابًا مفتوحًا إلى طلاب الجامعات الأمريكية ينصحهم برفض السياسة اليسارية. طوال فترة السبعينيات والثمانينيات، استمر مكتب التحقيقات الفيدرالي في برنامج سري لمكافحة التجسس في المكتبات.